# توکلائو
توکلائو (به انگلیسی: Tokelau) کشور کوچکی در جنوب اقیانوس آرام با جمعیتی حدود ۱۵۰۰ نفر است. توکلائو به معنای باد شمال است.

## تاریخچه
توکلائو ۱۰۰۰ سال قدمت دارد. این کشور تقریباً توسط نیوزیلند اداره می‌شود و پادشاه آن چارلز سوم است. در سال ۲۰۰۴ همه‌پرسی‌ای با کمک سازمان ملل متحد برگزار شده بود که هدف از آن پرسش در مورد این موضوع بود که آیا کنترل نیوزلند پایان یابد یا خیر. در این رای‌گیری ۵۸۱ نفر شرکت کردند که به علت به حد نصاب دو سوم نرسیدن آرا باطل گشت. همه‌پرسی دیگری نیز در سال ۲۰۰۷ برگزار شد که آن هم به استقلال کامل توکلائو منجر نشد.

## مردم
این کشور پایتخت ندارد، و زبان‌های رسمی آن توکلائویی (که فقط توسط مردم این جزیره بکار برده می‌شود) و زبان انگلیسی است.

## اقتصاد
این کشور کوچک‌ترین اقتصاد دنیا را نیز داراست. توکلائو نخستین کشور جهان بود که ۱۰۰٪ انرژی خود را از طریق خورشید تأمین کرد. توکلائو مقدار زیادی از تمبرهای زلاندنو را تأمین می‌کند. توکلائو همچنین به زلاندنو خوک، نارگیل، پاپایا، انجیر و دست سازه‌های چوبی صادر می‌کند.